# آخریک تسویبا
آخریک تسویبا (روسی: Ахрик Сократович Цвейба؛ زادهٔ ۱۰ سپتامبر ۱۹۶۶) یک بازیکن بازنشسته فوتبال اهل روسیه است.
از باشگاه‌هایی که در آن بازی کرده‌است می‌توان به دینامو مسکو، دینامو کیف، باشگاه فوتبال دینامو تفلیس و گامبا اوساکا اشاره کرد.
وی همچنین در تیم ملی فوتبال شوروی، تیم ملی فوتبال اوکراین و تیم ملی فوتبال روسیه بازی کرده است.